# Виейринья
Аделину Андре Виейра Фрейташ (порт. Adelino André Vieira Freitas; 24 января 1986, Гимарайнш, Португалия), более известный как Виейринья, — португальский футболист, полузащитник клуба ПАОК. Выступал за сборную Португалии.

## Карьера

### Клубная

#### Ранние годы
Родился в городе Гимарайнш в Португалии. В 14 лет был приглашен в футбольную школу «Витория Гимарайнш». И уже меньше чем через два года был вызван в юношескую сборную Португалии. Так в мае 2003 года в составе сборной, он играл на домашнем Чемпионате Европы среди юношей младше 17 лет. Сборная Португалия стала чемпионом, а Виейринья — лучшим игроком турнира.

После этого интерес к игроку проявил «Порту», который пригласил его к себе,

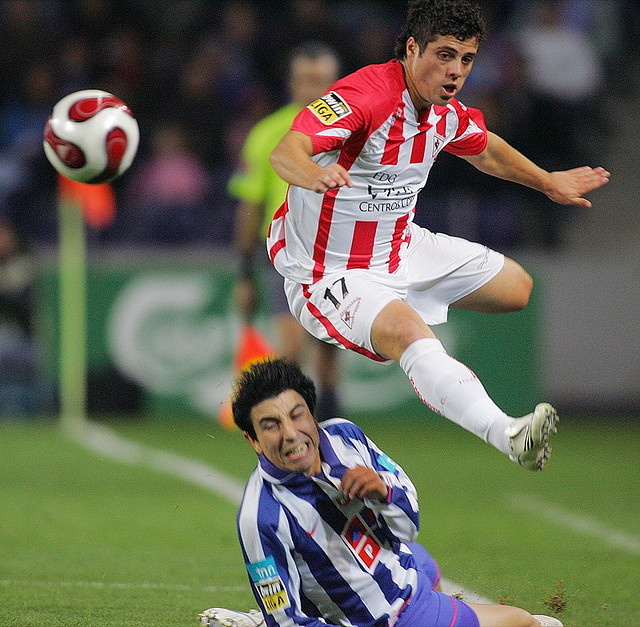
Вийеринья в матче «Лейшойнш» — «Порту»

#### «Порту», «Марку» и «Лейшойнш»
Поиграв пару сезонов за юношеские команды Порту и за Порту Б, Виейринья летом 2005 был отдан в аренду в «Марку» до конца года. В «Марку» Виейринья провел полгода, сыграв 13 матчей и забив 4 гола, больше в команде было только у опытного нападающего Кима. С вернувшимся из аренды Виейриньей «Порту» продлил контракт до 2010 года.
К сезону 2006/07 Виейринья готовился вместе с основной командой. 19 августа 2006 года в Суперкубке Португалии провел первый матч и забил первый гол за Порту, на 70 минуте выйдя на замену поразил ворота ударом из-за пределов штрафной на 89 минуте.
В том же сезоне Вийеринья дебютировал в Лиге чемпионов. 18 октября 2006 во встрече с «Гамбургом» на 80 минуте при счете 4:1 в пользу Порту заменил Куарежму.
 Но в целом в сезоне играл в основном, выходя на замену, и проявить себе должным образом не смог. Итого за «Порту» в сезоне 2006/07 Виейринья сыграл 8 матчей, и стал в составе «Порту» чемпионом Португалии.
Сезон 2007/08 провел в аренде в клубе «Лейшойнш». В «Лейшойнше» сыграл 22 матча, только 9 из них в основном составе, и забил 1 гол. Боровшийся за «выживание» «Лейшойнш» в итоге занял спасительное 14 место.
Так и не закрепившись в основном составе «Порту», Виейринья отправился в аренду в греческий клуб ПАОК, возглавляемый соотечественником Фернанду Сантушем, который и был инициатором сделки.

#### ПАОК

##### Сезон 2008/09
В сезоне 2008/09 Виейринья был отдан в аренду в греческий ПАОК, карьера в котором началась для него неудачно. Сыграв первые четыре матча в основном составе, в матче с «Арисом» Виейринья получил травму лодыжки в конце первого тайма и выбыл из строя до конца года, а появился на поле лишь 4 января в матче против ОФИ. Место в основном составе Виейринья вернул себе под конец сезона. ПАОК же занял 2-е место в чемпионате, но в матчах плей-офф Суперлиги за место в Еврокубках занял лишь 3-е место, обеспечив тем самым себе участие в 3-м квалификационном раунде Лиги Европы 2009/10. Всего в том сезоне Виейринья сыграл 21 матч и забил один гол, выйдя на поле на 71 минуте в матче 18 тура с «Пантракикосом».
Летом 2009 года ПАОК полностью выкупил права на Виейринью, трансфер которого обошёлся греческому клубу в 300 тысяч евро

##### Сезон 2009/10
В сезоне 2009—2010 ПАОК занял третье место в регулярном чемпионате и в матчах плей-офф СуперЛиги завоевал путевку в Лигу чемпионов 2010/11, а Виейринья стал ключевым игроком ПАОКа сыграв 34 матча, забив 7 голов и сделав 8 голевых передач.
27 февраля в матче против «Ксанти» Виейринья оформил дубль: на 7 минуте замкнул на ближней штанге навес Лино со штрафного, на 13 минуте уже Виейринья выступил в роли ассистента, навесив с правого фланга на никем не прикрытого Ивича, который головой отправил мяч в ворота, а на 66 минуте Ивич и Виейринья поменялись ролями, первый отдал пас в штрафную площадь, второй забил.
В квалификации Лиги Европы в матчах 3 раунда с норвежской «Волеренгой» Виейринья участия не принял, ПАОК же выиграв в Норвегии 2:1 и проиграв дома 0:1, вышел в 4 раунд. В первом матче с голландским «Херенвеном» с передачи Виейриньи Ивич отыграл пропущенный в концовке первого тайма мяч — в результате 1-1, во втором матче в гостях ПАОК так и не смог распечатать чужие ворота — 0:0. И за счет гола на выезде в групповой этап прошёл «Херенвен».
В Кубке Греции ПАОК, играя третью игру к ряду в гостях, сенсационно был разгромлен в четвертьфинале клубом ПАС, пропустив быстрый гол, игроки ПАОКа, так и не приспособившись к плохому полю в Янине, не смогли отыграться. Пропустив в первом тайме ещё два гола, ПАОК попытался вернуть инициативу, но это не дало результата. На 80 минуте хозяева поставили точку в этом противостоянии 4-0.
Общая оценка игры Виейриньи в сезоне 2009/10 выразилась в признании его болельщиками ФК ПАОК Самым ценным игроком.

##### Сезон 2010/11
Сезон начался с плохих новостей для ПАОКа, португальский наставник возглавляющий клуб с 2007 года, лучший тренер Суперлиги 2009 и 2010 годов, Фернанду Сантуш, плодотворная работа которого была замечена Греческой федерацией футбола, 1 июля 2010 года возглавил сборную Греции, подписав контракт на 2 года. Именно по просьбе Сантуша, в 2008 году ПАОК приобрел Виейринью.
После ухода Сантуша, у ПАОКа сменилось 3 тренера за сезон, но, несмотря на это, клуб занял 4 место, завоевав путевку в 3-й квалификационный раунд Лиги Европы 2011/2012. Виейринья был одним из самых результативных игроков ПАОКа в 31 сыгранном матче, забив 6 голов и сделав 8 голевых передач.
В четвертьфинале Кубка страны ПАОК одолел «Олимпиакос». Благодаря голу Виейриньи на 83 минуте: защитник Чирилло сделал передачу со своей половины поля на Виейринью, тот, опередив защитников, в падение дотянулся и переправил мяч в ворота; первый матч ПАОК свел к ничьей, в переигровке 1:0. И ПАОК вышел в полуфинал, где в принцпиальнейшем двухматчевом противостоянии с «Арисом», проиграл со общим счетом 0:1
В Лиге чемпионов ничья 1:1 в выездном матче против «Аякса» давала неплохие шансы ПАОКу на выход в следующую стадию, в домашнем поединке на стадионе «Тоумба» был аншлаг, зрители увидели результативный, обоюдоострый матч 3:3. Причём ПАОК имел все шансы на победу, во всяком случае футболисты ПАОКа на 77 минуте не реализовали пенальти. Виейринья же был одним из самых активных в составе ПАОК, и в одном из моментов затылком перевел мяч в дальний угол ворот. Но забив три гола на выезде, в 4-й квалификационный раунд Лиги чемпионов прошёл «Аякс».
Лига Европы
ПАОК же проследовал в аналогичную стадию Лиги Европы. Соперником на этом этапе выпал турецкий «Фенербахче». В домашней встрече ПАОК с минимальным счетом 1:0 одержал победу, гол на счету Виейриньи: Буссаиди навесил с фланга в штрафную, защитник турецкого клуба головой выбил мяч прямо на ногу Виейринье, который сильным ударом низом не оставил вратарю шансов. В остальное время «Фенеребахче» старался отыграться, а ПАОК отвечал контратаками, но счет так и не изменился. В Стамбуле преимущество хозяев было впечатляющим, но основное время закончилось со счетом 1:0, в пользу «Фенербахче», а в дополнительное время на 102 минуте в очередной контратаке Виейринья головой перевел мяч на ход своему партнеру Муслимовичу, который в борьбе с защитником пробил — 1:1, счет устраивающий ПАОК. И несмотря на поддержку трибун и преимущество в течение всей игры Фенербахче не смог отыграться. В групповой этап прошёл ПАОК. Соперниками по группе стали «Вильяреал», «Динамо Загреб», «Брюгге». ПАОК в шести матчах одержав 3 победы, 2 ничьи и потерпев 1 поражение, со второго места вышел в 1/16 финала, где по сумме двух встреч проиграл московскому ЦСКА 1:2 и выбыл из турнира.
Виейринья отыграл без замен во всех еврокубковых матчах своего клуба, забив 4 гола и отдав 2 голевые передачи.
По итогам сезона Виейринья вновь был выбран болельщиками самым полезным игроком ФК ПАОК.

##### Сезон 2011/12
В новом сезоне Виейринья продолжил показывать высокий уровень, в 13 играх чемпионата забив 5 голов и сделав 6 результативных передач.
В Лиге Европы в матчах 3-го квалификационного раунда ПАОК играл с норвежской Волеренгой общий счет 5:0, Виейринья забил по голу в каждом матче.
В 4-м раунде ПАОК одолел львовские «Карпаты» 3:1 и пробился в групповой этап, где его соперниками стали «Тоттенхэм Хотспур», «Шемрок Роверс» и «Рубин». ПАОК одержал 3 победы, 3 матча сыграл вничью и с первого места вышел в 1/16 финала. Виейринья принял участие в 9 матчах и забил 4 гола, в том числе казанскому «Рубину» с пенальти

#### «Вольфсбург»
3 января 2012 года Вийеринья перешёл в немецкий «Вольфсбург», цена сделки 4 500 000 евро, подписав контракт до 2015 года. Дебютировал за новый клуб 21 января в матче 18 тура против «Кёльна», на поле провёл один тайм, играя на непривычной для себя позиции центрфорварда.

### Карьера в сборной
На чемпионат мира среди юношей не старше 17 лет в Финляндию Вийеринья поехал уже в качестве игрока «Порту». В своей группе сборная Португалии заняла 2 место, и вышла в четвертьфинал, где уступила Испании 5:2. Виейринья был одним из лучших в составе своей команды и забил два гола, в частности Камеруну он забил с 60 метров, получив мяч на своей половине он нашёл своеобразное продолжение контратаки.
Виейринья во всех юношеских и молодёжных командах сборной Португалии сыграл в общем 78 матчей и забил 26 мячей, но вызов в главную сборную страны получил только в ноябре 2011 на стыковые матчи, в которых сборная Португалии оспаривала право на попадание в Финальную часть Чемпионата Европы 2012, в заявку Виейринья не в одном из матчей не попал. Португалия же у себя дома разгромила соперника 6:2, что в купе с выездной ничьей 0:0, дало ей путевку в финальную часть.
Поскольку к концу 2011 года Вийеринья не сыграл в сборной Португалии ни одного матча, его соотечественник Фернанду Сантуш предложил футболисту выступать за сборную Грецию, тренером которой Сантуш являлся на тот момент.
Вийеринья дебютировал в сборной Португалии 22 марта 2013 года, выйдя на замену на 60-й минуте отборочного матча чемпионата мира 2014 года против сборной Израиля (3:3).

## Достижения
Командные
«Порту»
- Чемпион Португалии: 2006/07
- Обладатель суперкубка Португалии: 2006

«Вольфсбург»
- Победитель кубка Германии: 2014/15
- Обладатель суперкубка Германии: 2015

«ПАОК»
- Чемпион Греции (2): 2018/19, 2023/24
- Обладатель Кубка Греции (3): 2017/18, 2018/19, 2020/21

Сборная Португалии
- Чемпион Европы по футболу среди юношей до 17 лет: 2003
- Чемпион Европы: 2016

Личные
- Лучший футболист Чемпионата Европы по футболу среди юношей до 17 лет: 2003
- Самый ценный игрок (MVP) ФК ПАОК: 2009/10, 2010/11

## Личная жизнь
В 2009 году в одном из ночных клубов города Салоники Виейринья познакомился с местной девушкой Василикой.
В октябре 2011 года она родила дочь, которую пара назвала Кристиной (Κριστίνα).

## Клубная статистика
| Выступление      | Выступление      | Выступление      | Лига | Лига | Кубок страны | Кубок страны | Кубок лиги | Кубок лиги | Еврокубки | Еврокубки | Итого | Итого |
| Клуб             | Лига             | Сезон            | Игры | Голы | Игры         | Голы         | Игры       | Голы       | Игры      | Голы      | Игры  | Голы  |
| ---------------- | ---------------- | ---------------- | ---- | ---- | ------------ | ------------ | ---------- | ---------- | --------- | --------- | ----- | ----- |
| Марку            | Лига ди онра     | 2005/06          | 13   | 4    | 2            | 0            | —          | —          | —         | —         | 15    | 4     |
| Марку            | Итого            | Итого            | 13   | 4    | 2            | 0            | —          | —          | —         | —         | 15    | 4     |
| Порту            | Суперлига        | 2006/07          | 8    | 0    | 1            | 0            | —          | —          | 1         | 0         | 10    | 0     |
| Порту            | Итого            | Итого            | 8    | 0    | 1            | 0            | —          | —          | 1         | 0         | 10    | 0     |
| Лейшойнш         | Суперлига        | 2007/08          | 22   | 1    | 2            | 0            | 2          | 2          | 0         | 0         | 26    | 3     |
| Лейшойнш         | Итого            | Итого            | 22   | 1    | 2            | 0            | 2          | 2          | 0         | 0         | 26    | 3     |
| ПАОК             | Суперлига        | 2008/09          | 21   | 1    | 0            | 0            | —          | —          | 0         | 0         | 21    | 1     |
| ПАОК             | Суперлига        | 2009/10          | 34   | 7    | 2            | 0            | —          | —          | 2         | 0         | 38    | 7     |
| ПАОК             | Суперлига        | 2010/11          | 31   | 6    | 4            | 1            | —          | —          | 12        | 4         | 47    | 11    |
| ПАОК             | Суперлига        | 2011/12          | 13   | 5    | 0            | 0            | —          | —          | 9         | 4         | 22    | 9     |
| ПАОК             | Итого            | Итого            | 99   | 19   | 6            | 1            | 0          | 0          | 23        | 8         | 128   | 28    |
| Вольфсбург       | Бундеслига       | 2011/12          | 9    | 0    | 0            | 0            | —          | —          | 0         | 0         | 9     | 0     |
| Вольфсбург       | Бундеслига       | 2012/13          | 27   | 1    | 5            | 0            | —          | —          | 0         | 0         | 32    | 1     |
| Вольфсбург       | Бундеслига       | 2013/14          | 11   | 1    | 3            | 0            | —          | —          | 0         | 0         | 14    | 1     |
| Вольфсбург       | Бундеслига       | 2014/15          | 31   | 1    | 5            | 0            | —          | —          | 10        | 1         | 46    | 2     |
| Вольфсбург       | Бундеслига       | 2015/16          | 26   | 1    | 3            | 0            | —          | —          | 8         | 1         | 37    | 2     |
| Вольфсбург       | Итого            | Итого            | 104  | 4    | 16           | 0            | —          | —          | 18        | 2         | 138   | 6     |
| Всего за карьеру | Всего за карьеру | Всего за карьеру | 246  | 28   | 27           | 1            | 2          | 2          | 42        | 10        | 317   | 41    |

В матче за Суперкубок Португалии в 2006 году Виейринья вышел на замену на 70 минуте и забил гол, это в таблице не указано.